# Vitt loppfrö
Vitt loppfrö (Plantago ovata) är en grobladsväxtart som beskrevs av Peter Forsskål. Enligt Catalogue of Life och Dyntaxa  ingår vitt loppfrö i släktet kämpar och familjen grobladsväxter. Arten har ej påträffats i Sverige. Växtens fröskal används i läkemedel som ett tarmreglerande bulkmedel.

## Underarter
Arten delas in i följande underarter:
- P. o. fastigiata
- P. o. insularis

## Bildgalleri

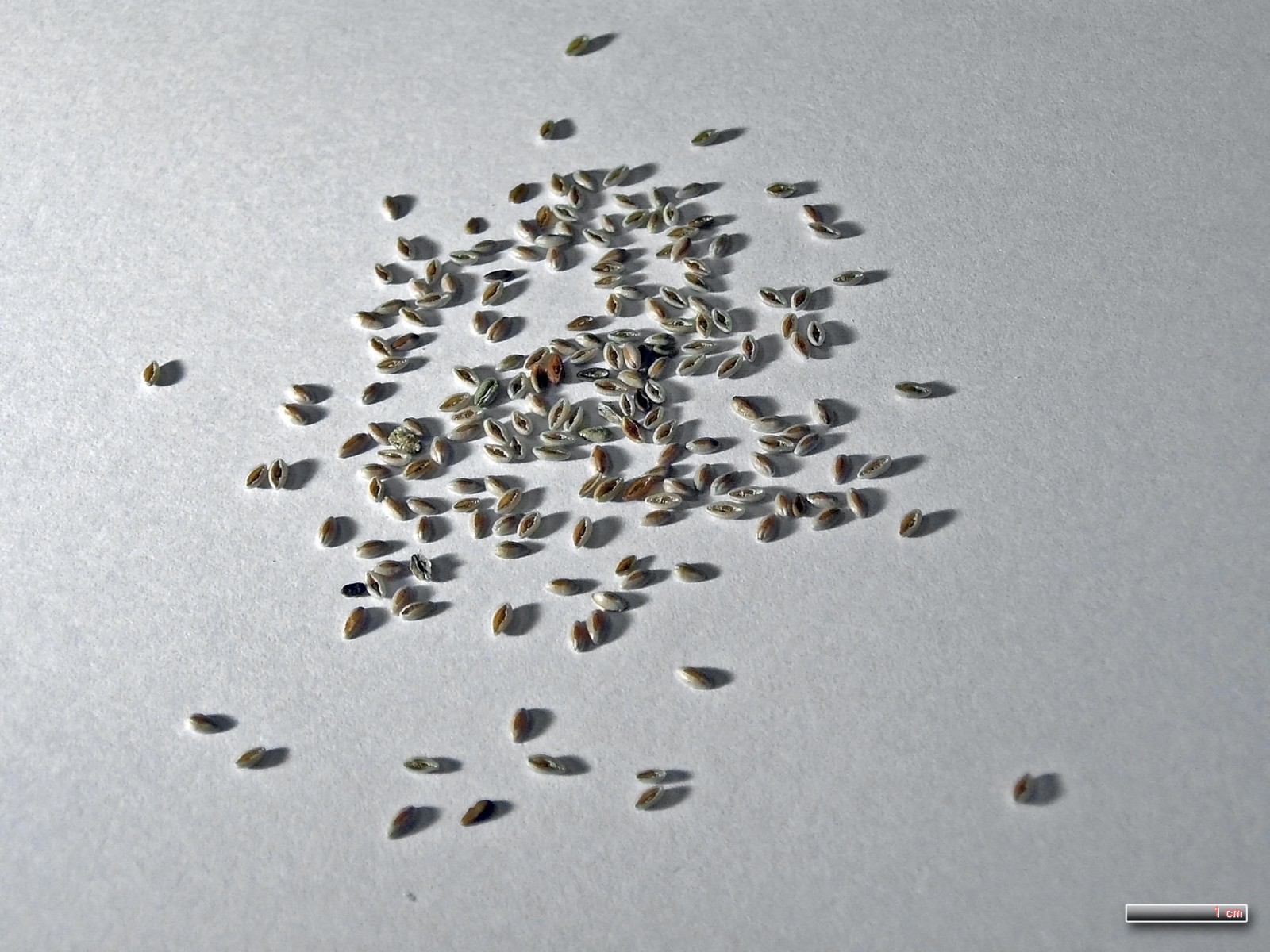
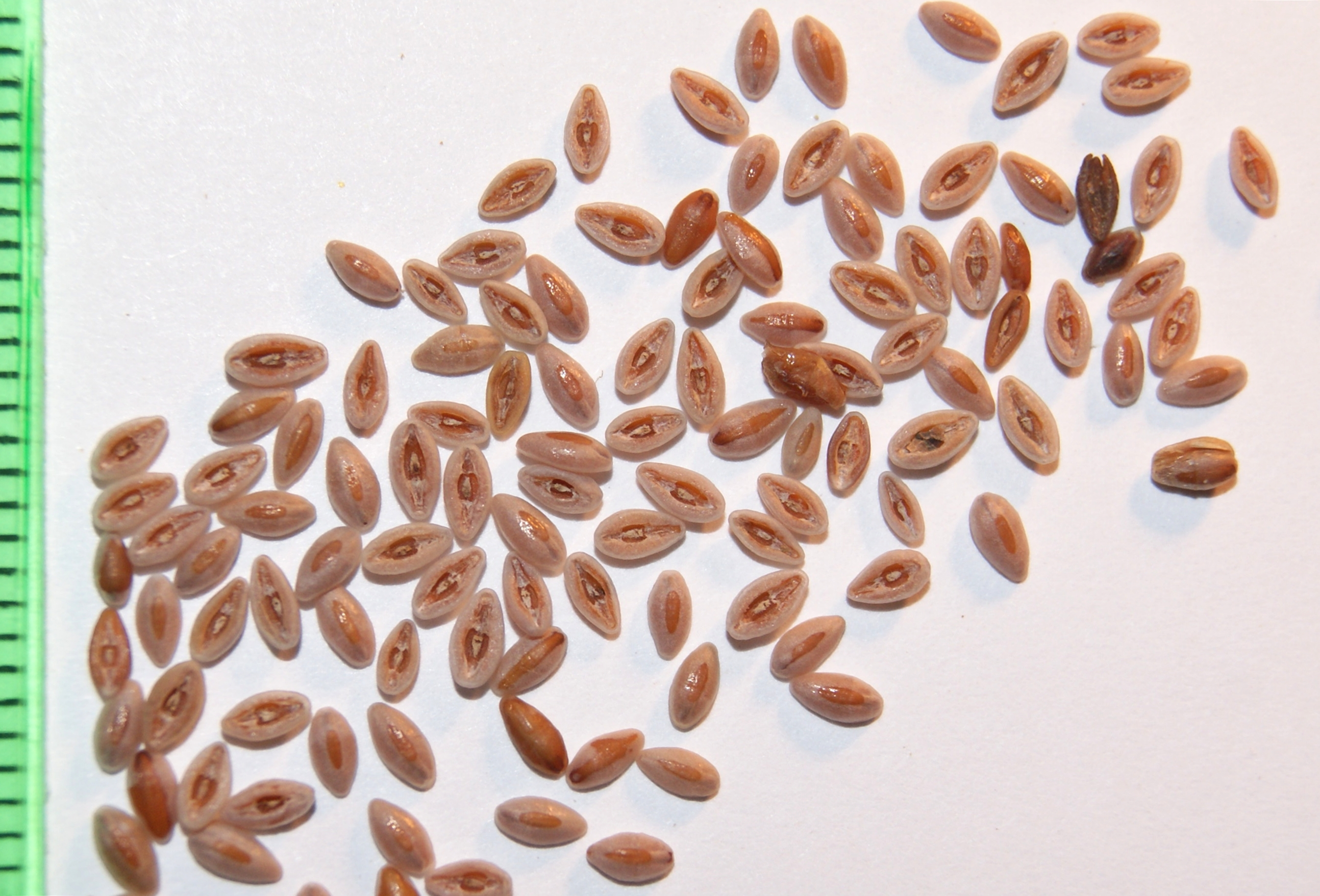
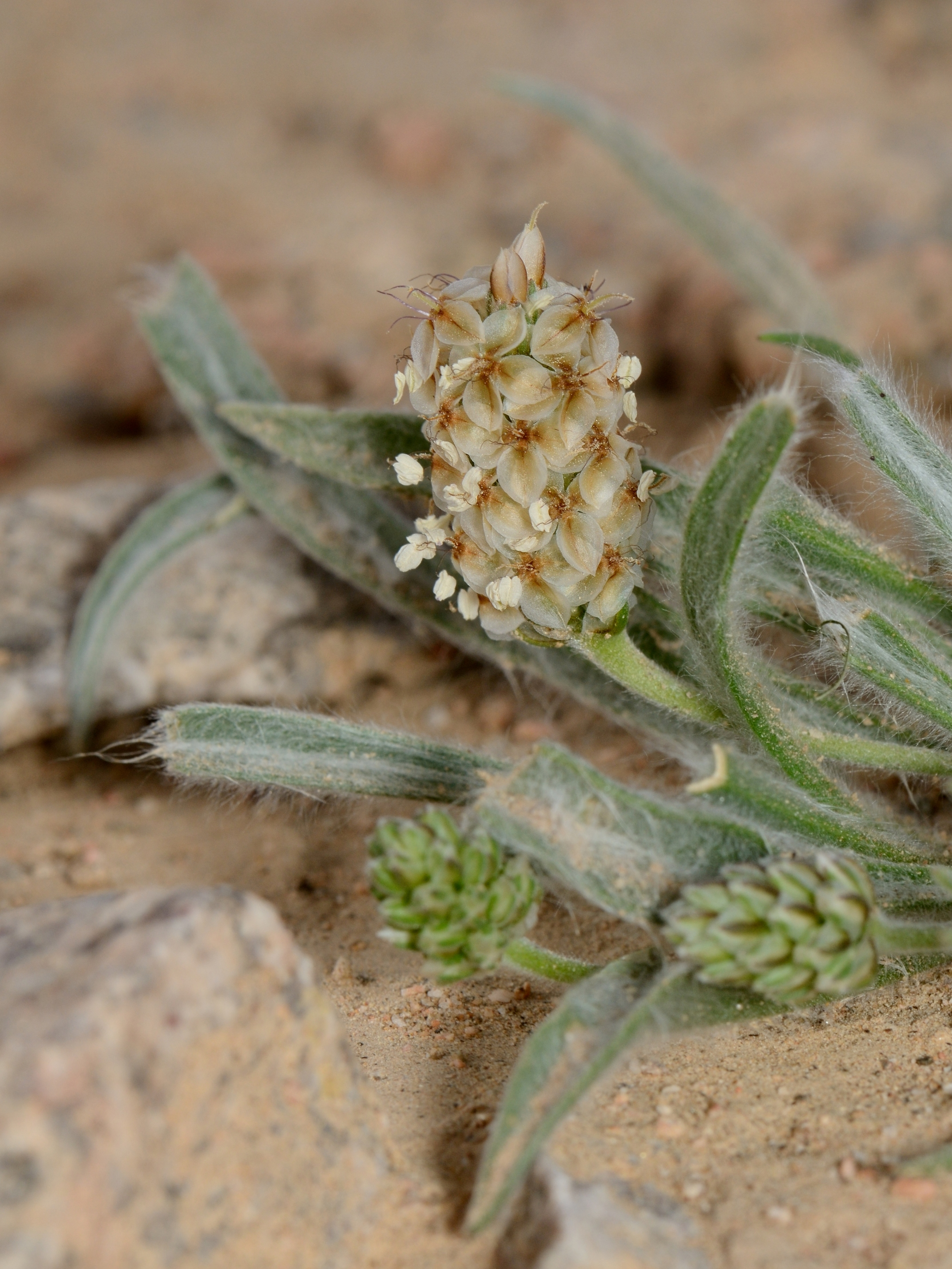
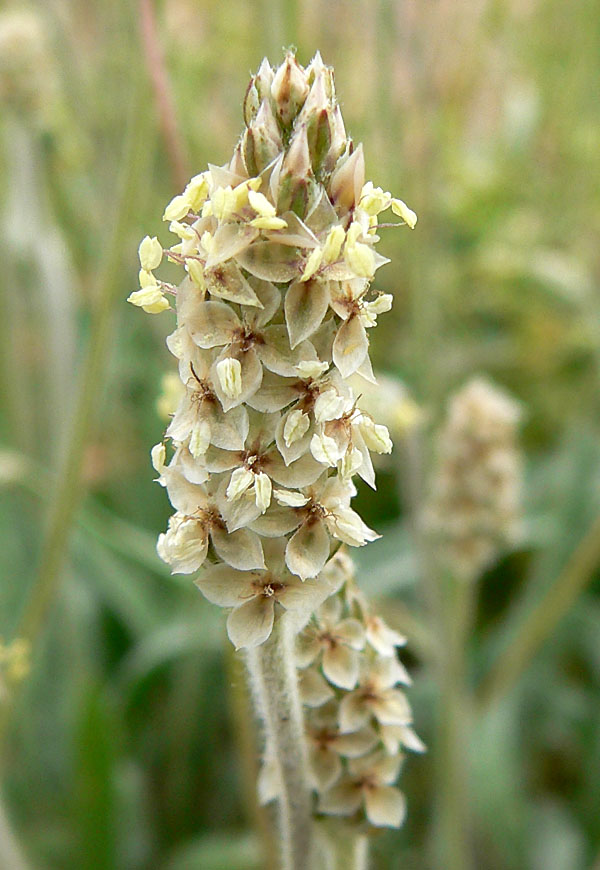
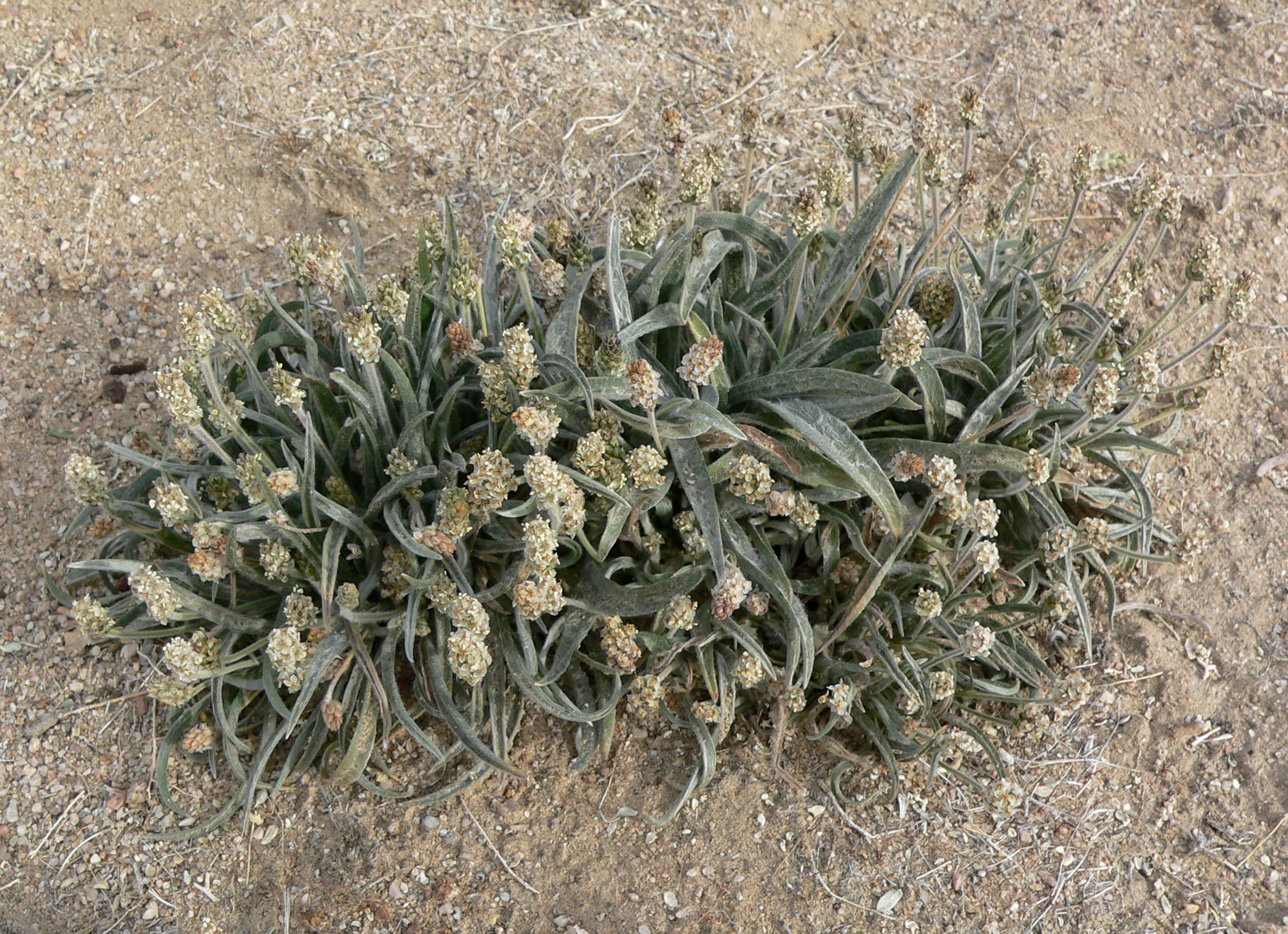
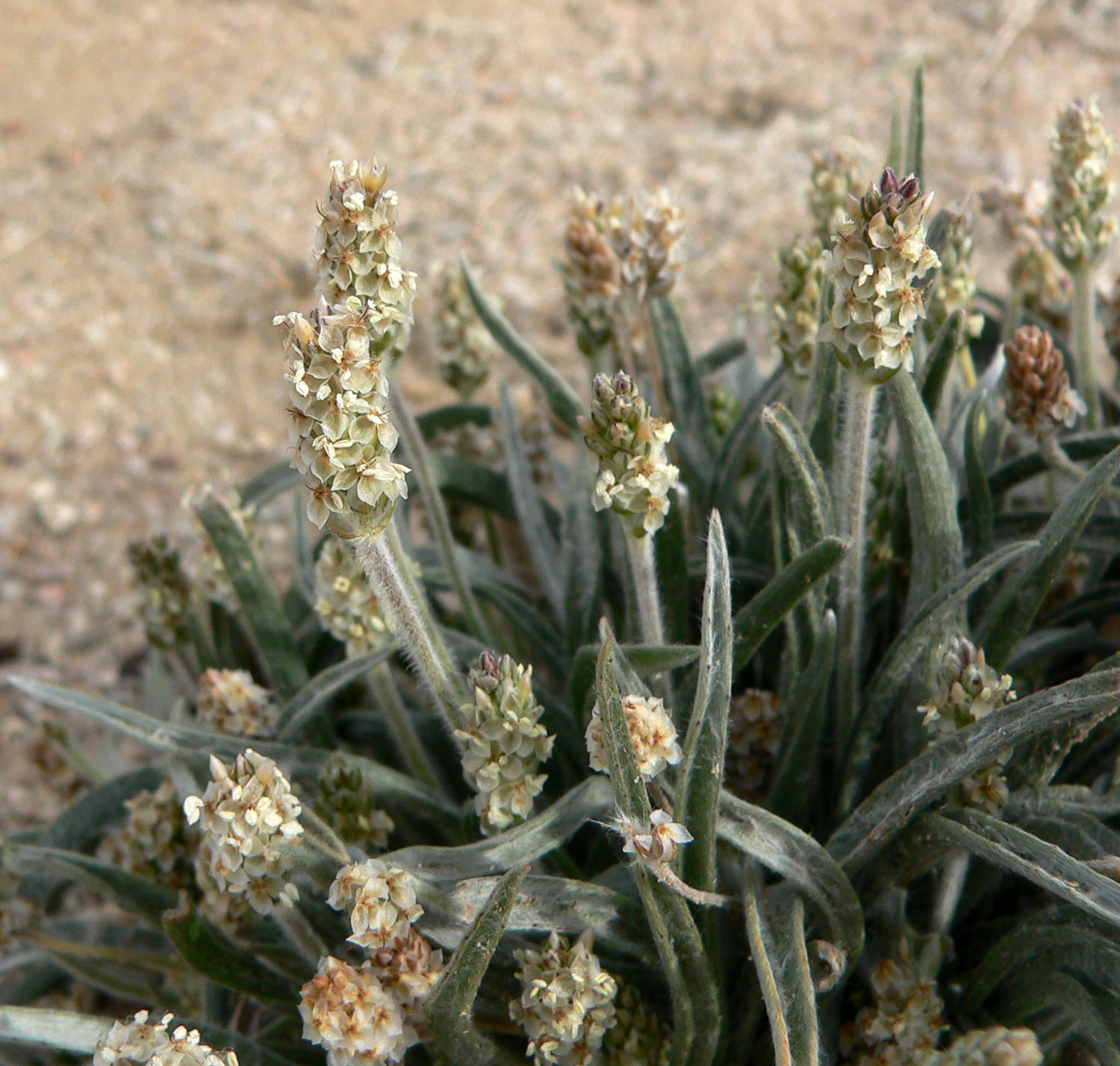